# Parallé
Parallé est une ville de l'Uruguay située dans le département de Rocha. Sa population est de 35 habitants.

## Population
| Année | Population |
| ----- | ---------- |
| 1963  | 100        |
| 1975  | 74         |
| 1985  | 42         |
| 1996  | 34         |
| 2004  | 35         |

,